# Real Zaragoza
Il Real Zaragoza, noto in Italia come Real Saragozza o Saragozza, è un club calcistico spagnolo con sede a Saragozza, dove fu fondato il 18 marzo 1932. Milita in Segunda División, la seconda serie del campionato spagnolo di calcio.
In ambito nazionale ha ottenuto quale miglior piazzamento il secondo posto in campionato nella stagione 1974-1975, ed ha vinto sei Coppe del Re e una Supercoppa spagnola, mentre in ambito europeo si registrano le vittorie della Coppa delle Fiere 1963-1964 e della Coppa delle Coppe 1994-1995, risultando in tal modo una delle cinque squadre europee - insieme a Parma, West Ham Utd, Villarreal e Atalanta - ad avere vinto una competizione europea senza essersi mai laureata campione nazionale.
Il 10 settembre 2009 l'IFFHS ha pubblicato la classifica dei migliori club europei del XX secolo e il Real Zaragoza si è classificato al 37º posto.
Secondo il Centro de Investigaciones Sociológicas (CIS) è la 7ª compagine spagnola per numero di tifosi (2,7%).

## Storia
Il 20 novembre 1903 l'Heraldo de Aragón pubblicò un articolo sulla nascita del Zaragoza Football Club, la prima squadra di calcio del capoluogo aragonese. Per la creazione della squadra fu importante soprattutto il contributo del conte di Sobradiel, un personaggio di spicco della città. Il conte svolgeva sia la funzione di presidente che di giocatore, fu proprio lui a segnare il primo gol del Zaragoza nella prima partita giocata dalla squadra, la cui divisa era composta da maglia giallorossa e da pantaloni bianchi, il 26 dicembre dello stesso anno nello stadio del Campo Sepulcro.
Nei primi anni del XX secolo nacque anche un altro club: l'Iberia Sociedad Cultural. L'Iberia giocava nello stadio del Torrero e i suoi giocatori erano famosi per il gioco virile che attirava la maggior parte degli appassionati di calcio di Saragozza. Erano soprannominati Avispas (le vespe) per la loro divisa composta da maglietta gialla e nera e pantaloni neri.
Il 13 settembre 1922 nacque la Federación Aragonesa de Fútbol, e José María Gayarre diventò il suo primo presidente.
Ci furono dei tentativi di fusione tra l'Iberia SC e il Zaragoza FC, divise da un'accesa rivalità, che inizialmente fallirono.
Soltanto il 18 marzo 1932, a causa delle difficoltà economiche del Zaragoza FC, dei rappresentanti di ognuna delle squadre firmarono un documento che sanciva la fusione dei due club in un'unica squadra che mantenne il nome di Zaragoza FC e scelsero per le divise i colori della Federazione Aragonese: il bianco e il blu. La prima partita fu disputata allo stadio del Torrero il 20 marzo 1932 e il Zaragoza sconfisse per 4-0 il Real Valladolid grazie ai gol di Rolloso, che segnò una doppietta, Zorrozúa e Anduíza.
Il club approdò nella Primera División nella stagione 1939-1940, alla ripresa del campionato dopo l'interruzione di tre anni a causa della guerra civile.
Negli anni sessanta il Real Zaragoza entrò in un periodo di grande prosperità economica. Di conseguenza la squadra si trasferì nel nuovo stadio della Romareda e acquistò giocatori importanti. Arrivarono i primi due successi nella Coppa del Re (1964 e 1966) e la vittoria della Coppa delle Fiere nel 1964. I campioni di quei successi vennero soprannominati los Magnificos. In questo periodo tuttavia la squadra non riuscì mai a vincere il titolo nazionale, pur classificandosi nelle prime 5 posizioni dalla stagione 1960-1961 al 1968-1969. Nella stagione 1960-1961, Juan Seminario vinse il trofeo Pichichi segnando 25 reti in 30 partite.

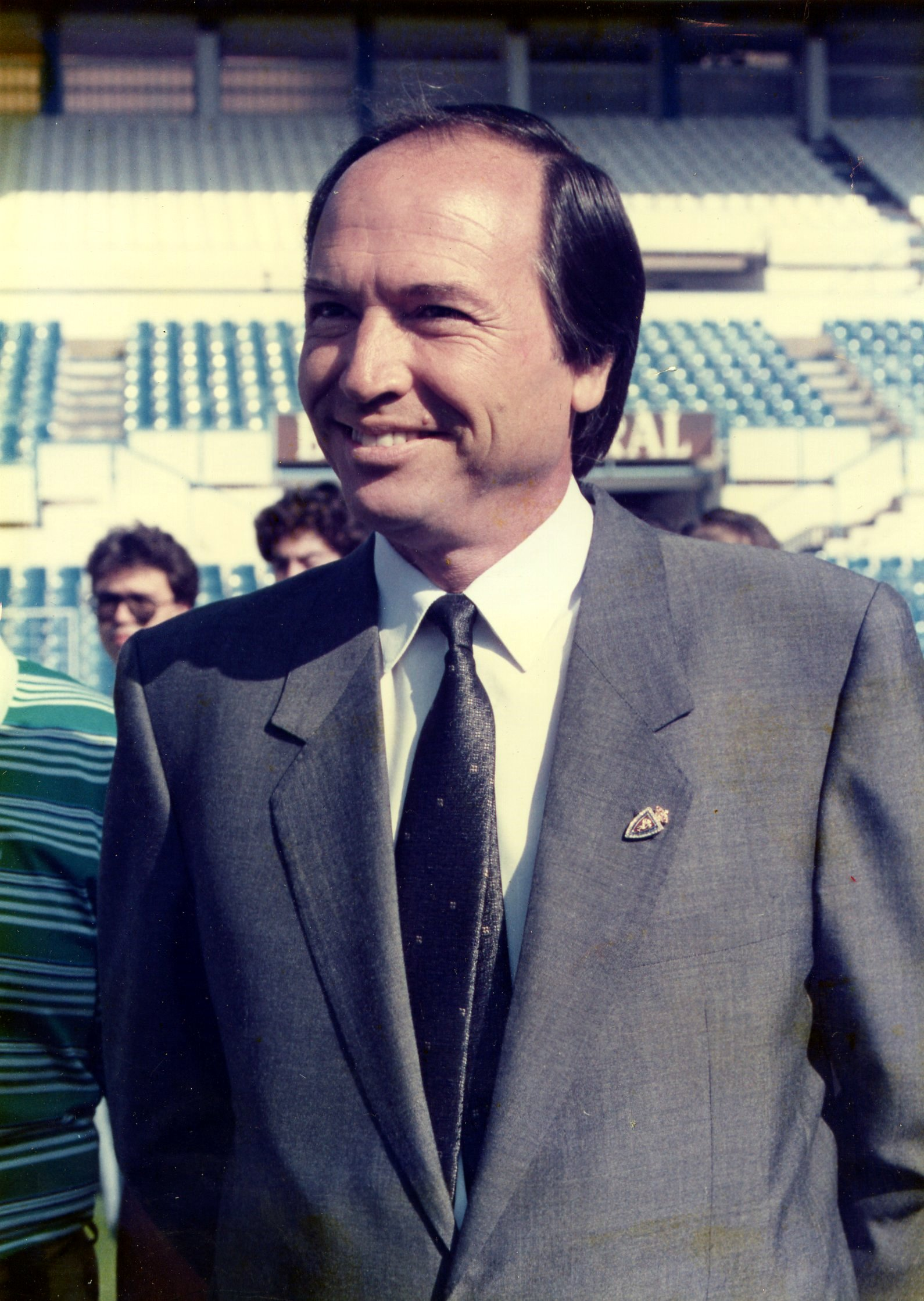
Il presidente José Ángel Zalba.

Negli anni settanta sotto la presidenza di José Ángel Zalba i giocatori vennero soprannominati "Los Zaraguayos" in riferimento ai molti uruguayani e paraguayani che militavano nel club come Saturnino Arrúa, considerato il leader della squadra. In questo periodo il Real Saragozza raggiunse le migliori posizioni di sempre nella Liga senza mai riuscire però a vincerla.
Nella stagione 1973-74 arrivò terzo e nel 1974-1975 arrivò secondo, superato soltanto dal Real Madrid. La stagione 1976-77 si concluse con la retrocessione della squadra, che tornò in massima serie nella stagione successiva.
Nella stagione 1985-1986 tornò alla vittoria con la Coppa del Re, sconfiggendo in semifinale il Real Madrid e in finale il Barcellona per 1-0. Nel 1987 raggiunse le semifinali della Coppa delle Coppe ma fu eliminato dall'Ajax. Seguirono altri tre successi in Coppa del Re e la vittoria nella Coppa delle Coppe nel 1994-1995, quando la squadra aragonese batté in finale a Parigi i campioni in carica dell'Arsenal, grazie a un gol da centrocampo di Nayim allo scadere dei tempi supplementari. I titolari di quella squadra furono soprannominati "Los Héroes de París". La stagione successiva non fu altrettanto vincente, in quanto il Real Saragozza fu sconfitto nella doppia finale di Supercoppa UEFA dall'Ajax e fu eliminato ai quarti di finale di Coppa delle Coppe dai connazionali del Deportivo La Coruña.
Da allora non ci furono risultati di rilievo nelle competizioni europee e in campionato. Nel 2001 vinse la quinta Coppa del Re, sconfiggendo il Celta Vigo in finale. Nel 2002 retrocesse in Segunda División dopo 25 anni di permanenza nella Liga. Tornato prontamente in massima serie, vi è rimasto per altri sei anni.
Nel 2004 sconfisse in finale di Coppa del Re i Galácticos del Real Madrid per 3-2 ai tempi supplementari allo Stadio olimpico Lluís Companys di Barcellona e vinse la Supercoppa di Spagna contro il Valencia allenato da Claudio Ranieri.
Nel 2006 la squadra aragonese perse la finale della Coppa del Re contro l'Espanyol, dopo aver eliminato ai quarti il Barcellona, interrompendo una serie di vittorie positive dei catalani che durava da 18 partite, e aver ottenuto in semifinale uno dei trionfi più importanti della sua storia, sconfiggendo il Real Madrid per 6 a 1. In quell'occasione l'argentino Diego Milito segnò 4 reti. Nella stagione 2006-07 il Real Saragozza festeggiò il suo 75º anniversario e si classificò sesto in campionato ottenendo la qualificazione ai preliminari di Coppa Uefa.
La stagione successiva fu disastrosa, con l'eliminazione ai preliminari dai greci dell'Arīs Salonicco e la retrocessione in Segunda División. Il purgatorio della seconda serie dura, però, solamente un anno visto che il 13 giugno del 2009 la squadra aragonese riconquista la massima serie. L'anno successivo la squadra aragonese termina al quattordicesimo posto.
Nella stagione 2010-2011 il Real Zaragoza si rinforzò con gli arrivi di Matteo Contini dal Napoli, Nico Bertolo dal Palermo e Maurizio Lanzaro dalla Reggina. Tuttavia inizialmente la squadra si ritrova in ultima posizione in campionato con 7 punti in 11 giornate di campionato. Il 18 novembre 2010 il tecnico Javier Aguirre (famoso per le sue qualità motivazionali con le quali, in passato, aveva guidato la Nazionale di calcio del Messico, l'Osasuna e l'Atlético Madrid) prende il posto di José Aurelio Gay sulla panchina del Real Saragozza. Con Aguirre in panchina gli aragonesi ottengono 38 punti in 27 partite e vincono partite importantissime contro Valencia (4-0) e Real Madrid (3-2). A due giornate dalla fine del campionato, la squadra aragonese è costretta, per salvarsi, a vincere le ultime due partite, contro l'Espanyol e, fuori casa, contro il Levante: grazie ad un 1-0 e ad un 2-1 (doppietta del capitano Gabriel Fernández Arenas) raggiungono la salvezza all'ultima giornata, chiudendo il campionato in tredicesima posizione e confermando la propria permanenza nella massima serie anche per la stagione successiva. Nel 2012-2013 arriva però la retrocessione nella seconda lega spagnola.
Ad Aprile 2022, il 51% delle azioni del club, viene acquistato da un gruppo di investitori americani con a capo l'imprenditore statunitense Jorge Mas.

### Trasformazione in un gruppo sportivo
Nel 1992 il Real Zaragoza divenne la prima società calcistica spagnola a essere trasformata in una società per azioni sportiva (Sociedad Anónima Deportiva, S.A.D.), con il 51% delle azioni acquisite dall'industriale di materassi Alfonso Soláns Serrano. Ha inoltre assunto la presidenza, che ha ereditato dal lungo mandato di José Ángel Zalba (1971-78, 1988-92). Nel 1996 ha passato la carica al figlio Alfonso Soláns Soláns. A fine maggio 2006 quest'ultimo ha venduto il suo pacchetto azionario, circa l'86%, ad Agapito Iglesias, proprietario di Codesport, un'azienda con sede a Saragozza nel settore edile, immobiliare e logistico. Il nuovo presidente del Real Saragozza è quindi diventato Eduardo Bandrés, che ha abbandonato la sua posizione di Ministro dell'Economia della Regione Autonoma dell'Aragona. Il 30 dicembre 2008 Bandrés si è dimesso e Azionista di maggioranza Iglesias ha assunto personalmente la carica di presidente.

## Strutture

### Stadio
Lo stadio de La Romareda venne inaugurato l'8 settembre del 1957 con una partita tra il Real Saragozza e l'Osasuna, finita con il risultato di 4-3 per i padroni di casa con gol di Vila (2), Wilson e Murillo. La capacità iniziale dello stadio era di 32.416 posti, di cui 16.000 a sedere. Prima di allora il Real Saragozza giocava nello stadio del Torrero. Nel tempo si susseguirono varie ristrutturazioni: nel 1977 la costruzione delle gradinate coperte Nord e Sud (43.524 posti totali), nel 1982 le modifiche per il Mondiale (riduzione a 39.900 posti) e nel 1994 gli adeguamenti alle normative UEFA, che predispongono solo posti a sedere, per i 34.596 posti attuali.

## Giocatori

### Vincitori di titoli
Campioni d'Europa
- Carlos Lapetra (Spagna 1964)
- Marcelino Martínez (Spagna 1964)
- Severino Reija (Spagna 1964)
- Frank Rijkaard (Germania Ovest 1988)
- Sergio García (Austria-Svizzera 2008)

## Allenatori
- 1932:  Elías Sauca
- 1932-1934:  Felipe Dos Santos
- 1934-1935:  Francisco González
- 1935:  José Planas
- 1935-1936:  Manuel Olivares Lapeña
- 1939-1941:  Tomás Arnanz
- 1941:  Francisco Gamborena
- 1941:  Julio Uritarte - Julio Ostalé
- 1941-1943:  Jacinto Quincoces
- 1943-1945:  Patricio Caicedo
- 1945-1945:  Tomás Arnanz
- 1945-1946:  Juanito Ruiz
- 1946-1947:  Manuel Olivares Lapeña
- 1947-1948:  Antonio Sorribas
- 1948:  Enrique Soladrero
- 1948:  Antonio Macheda
- 1948-1949:  Francisco Bru
- 1949:  Isaac Oceja
- 1949-1950:  Juanito Ruiz
- 1950:  José Planas
- 1950-1951:  Luis Urquiri
- 1951:  Juanito Ruiz
- 1951-1952:  Emilio Berkessy
- 1952-1953:  Domènec Balmanya
- 1953-1954:  Pedro Eguiluz
- 1954-1956:  Edmundo Suárez
- 1956-1958:  Jacinto Quincoces
- 1958:  Juan Álvarez Casariego
- 1958-1959:  Juan Ochoantesana
- 1959-1960:  Edmundo Suárez
- 1960-1963:  César Rodríguez Álvarez
- 1963-1964:  Antoni Ramallets
- 1964:  Luis Belló
- 1964-1965:  Roque Olsen
- 1965-1966:  Louis Hon
- 1966-1967:  Ferdinand Daučík
- 1967:  Andrés Lerín
- 1967-1968:  Roque Olsen
- 1968-1969:  César Rodríguez Álvarez
- 1969-1970:  Héctor Rial
- 1970:  José María Martín
- 1970-1971:  Domènec Balmanya
- 1971:  José Luis García Traid
- 1971:  Rosendo Hernández
- 1971-1972:  Rafael Iriondo
- 1972-1976:  Luis Cid Carriega
- 1976-1977:  Lucien Muller
- 1977-1978:  Arsenio Iglesias
- 1978-1979:  Vujadin Boškov
- 1979-1981:  Manolo Villanova
- 1981-1984:  Leo Beenhakker
- 1984-1985:  Enzo Ferrari
- 1985-1987:  Luis Costa
- 1987-1988:  Manolo Villanova
- 1988-1990:  Radomir Antić
- 1990-1991:  Ildo Maneiro
- 1991-1996:  Víctor Fernández
- 1996-1997:  Víctor Espárrago
- 1997-1998:  Luis Costa
- 1998-2000:  José Francisco Rojo
- 2000:  Juanma Lillo
- 2000-2001:  Luis Costa
- 2001-2002:  José Francisco Rojo
- 2002:  Luis Costa
- 2002:  Marcos Alonso
- 2002-2004:  Paco Flores
- 2004-2006:  Víctor Muñoz
- 2006-2008:  Víctor Fernández
- 2008:  Ander Garitano
- 2008:  Javier Irureta
- 2008:  Manolo Villanova
- 2008-2009:  Marcelino García Toral
- 2009-2010:  José Aurelio Gay
- 2010-2011:  Javier Aguirre
- 2011-2013:  Manuel Jiménez Jiménez
- 2013-2014:  Paco Herrera
- 2014:  Víctor Muñoz
- 2014-2015:  Ranko Popović
- 2015-2016:  Lluís Carreras
- 2016-2016:  Luis Milla
- 2016-2017:  Raül Agné
- 2017:  César Láinez
- 2017-2018:  Natxo González
- 2018:  Imanol Idiakez
- 2018:  Lucas Alcaraz
- 2018-2020:  Víctor Fernández
- 2020:  Rubén Baraja
- 2020:  Iván Martínez Puyol
- 2020-2022:  Juan Ignacio Martínez
- 2022:  Juan Carlos Carcedo
- 2022:  Fran Escribá
- 2022-2023:  Fran Escribá
- 2023-2024  Julio Velázquez
- 2024-2025:  Víctor Fernández
- 2025:  Miguel Ángel Ramírez
- 2025-:  Gabi

## Organico
Aggiornata al 9 agosto 2025.
| N. |                                 | Ruolo | Calciatore      |
| -- | ------------------------------- | ----- | --------------- |
| 4  | Spagna (bandiera)               | D     | Dani Tasende    |
| 6  | Albania (bandiera)              | C     | Keidi Bare      |
| 7  | Spagna (bandiera)               | A     | Mario Soberón   |
| 8  | Spagna (bandiera)               | C     | Marc Aguado     |
| 9  | Spagna (bandiera)               | A     | Dani Gómez      |
| 10 | Spagna (bandiera)               | A     | Raúl Guti       |
| 11 | Bosnia ed Erzegovina (bandiera) | A     | Samed Baždar    |
| 12 | Slovacchia (bandiera)           | D     | Sebastian Kóša  |
| 13 | Francia (bandiera)              | P     | Gaëtan Poussin  |
| 14 | Spagna (bandiera)               | C     | Francho Serrano |
| 19 | Spagna (bandiera)               | D     | Iván Calero     |
| 21 | Spagna (bandiera)               | C     | Toni Moya       |

| N. |                    | Ruolo | Calciatore             |
| -- | ------------------ | ----- | ---------------------- |
| 23 | Spagna (bandiera)  | C     | Ager Aketxe            |
| 29 | Spagna (bandiera)  | C     | Pau Sans               |
|    | Spagna (bandiera)  | D     | Andrés Borge           |
|    | Spagna (bandiera)  | D     | Tachi                  |
|    | Spagna (bandiera)  | D     | Juan Sebastián Serrano |
|    | Spagna (bandiera)  | A     | Sebas Moyano           |
|    | Turchia (bandiera) | A     | Sinan Bakış            |
|    | Spagna (bandiera)  | A     | Paulino de la Fuente   |
|    | Serbia (bandiera)  | D     | Aleksandar Radovanović |
|    | Spagna (bandiera)  | D     | Carlos Pomares         |
|    | Spagna (bandiera)  | D     | Valery Fernández       |

## Palmarès

### Competizioni nazionali
- Coppa di Spagna: 6

1963-1964, 1965-1966, 1985-1986, 1993-1994, 2000-2001, 2003-2004
- Supercoppa di Spagna: 1

2004
- Campionato spagnolo di seconda divisione: 1

1977-1978
- Tercera División: 2

1933, 1934

### Competizioni internazionali
- Coppa delle Coppe: 1

1994-1995
- Coppa delle Fiere: 1

1963-1964

### Competizioni giovanili
- División de Honor Juvenil de Fútbol: 1

2018-2019

## Statistiche e record

### Partecipazione ai campionati e ai tornei internazionali

#### Campionati nazionali
Dalla stagione 1932-1933 alla 2024-2025 il club ha ottenuto le seguenti partecipazioni ai campionati nazionali:
| Livello | Categoria        | Partecipazioni | Debutto   | Ultima stagione | Totale |
| ------- | ---------------- | -------------- | --------- | --------------- | ------ |
| 1º      | Primera División | 59             | 1939-1940 | 2012-2013       | 59     |
| 2º      | Segunda División | 28             | 1934-1935 | 2024-2025       | 28     |
| 3º      | Tercera División | 4              | 1932-1933 | 1948-1949       | 4      |

#### Tornei internazionali
Alla stagione 2024-2025 il club ha ottenuto le seguenti partecipazioni ai tornei internazionali:
| Categoria                     | Partecipazioni | Debutto   | Ultima stagione |
| ----------------------------- | -------------- | --------- | --------------- |
| Coppa delle Coppe             | 5              | 1964-1965 | 1995-1996       |
| Supercoppa UEFA               | 1              | 1995      | 1995            |
| Coppa UEFA/UEFA Europa League | 8              | 1974-1975 | 2007-2008       |

#### Statistiche nelle competizioni UEFA
Tabella aggiornata alla fine della stagione 2018-2019.
| Competizione                  | Partecipazioni | G  | V  | N | P  | RF | RS |
| ----------------------------- | -------------- | -- | -- | - | -- | -- | -- |
| Coppa delle Coppe             | 5              | 35 | 20 | 6 | 11 | 64 | 38 |
| Coppa UEFA/UEFA Europa League | 8              | 36 | 18 | 7 | 12 | 60 | 48 |
| Coppa delle Fiere             | 5              | 36 | 22 | 4 | 10 | 74 | 48 |
| Supercoppa UEFA               | 1              | 2  | 0  | 1 | 1  | 1  | 5  |

### Statistiche individuali
Il giocatore con più presenze nelle competizioni europee è Xavier Aguado a quota 25, mentre il miglior marcatore è Juan Esnáider con 8 gol.
- In generale:
  - Maggior numero di gol segnati in una stagione: Ewerthon (28), Juan Seminario (25).
  - Giocatore straniero con più presenze: Gustavo Poyet (291), Leonardo Ponzio (230)
  - Maggior numero di cartellini rossi: Xavier Aguado (18), Luis Carlos Cuartero (8), Alberto Belsué (6).

| Record di presenze - 473 José Luis Violeta (1963-1977) - 473 Xavier Aguado (1990-2003) - 422 Alberto Zapater (2004-2009 e 2016-2023) - 382 Manolo González (1966-1977) - 369 Casuco (1979-1988) - 369 Juan Antonio Señor (1981-1990) - 369 Miguel Pardeza (1985-1986 e 1987-1997) - 362 Santiago Aragón (1992-2003) - 361 Andoni Cedrún (1984-1996) - 347 Severino Reija (1959-1969) | Record di reti - 116 Marcelino Martínez (1959-1970) - 113 Joaquín Murillo (1957-1964) - 111 Pichi Alonso (1977-1982) - 97 Eleuterio Santos (1963-1972) - 97 Miguel Pardeza (1985-1986 e 1987-1997) - 80 Gustavo Poyet (1990-1997) - 77 Saturnino Arrúa (1973-1979) - 77 Francisco Higuera (1988-1997) - 71 Jorge Valdano (1979-1984) - 70 Juan Manuel Villa (1962-1971) |

### Statistiche di squadra
A livello internazionale la miglior vittoria è il 5-0 ottenuto contro il Grasshoppers nel secondo turno della Coppa UEFA 1974-1975, mentre la peggior sconfitta è un altro 5-0 subito contro il Borussia M'gladbach nel terzo turno della stessa edizione della manifestazione.
- Miglior piazzamento nella Primera división: 2º (stagione 1974-75)
- Peggior piazzamento nella Primera división: 20º (stagione 2001-02 e 2012-13)
- Migliori vittorie:
  - In casa: Real Zaragoza 8-1 Siviglia (stagione 1987-1988)
  - In trasferta: Elche 2-7 Real Zaragoza (stagione 1960-1961)
- Peggiori sconfitte:
  - In casa: Real Zaragoza 1-7 Real Madrid (stagione 1987-1988)
  - In trasferta: Athletic Bilbao 10-1 Real Zaragoza (stagione 1951-1952)